# Dr. Donald Mallard
Dr. Donald "Ducky" Mallard, spillet af David McCallum, er en fiktiv person fra serien NCIS. Han er læge og obducerer de lig der efterforskes. Donald er født i Skotland og uddannet læge på University of Edinburgh Medical School. 
Donald har i lang tid været ven med og kollega til Leroy Jethro Gibbs. Han kalder næsten alle sine kolleger deres fulde navn f.eks. Abigail i stedet for Abby. De to han ikke bruger deres fulde navn på er Gibbs og Jimmy Palmer, som han kalder Jethro og Mr. Palmer.
Han har et "andet talent", som Gibbs kalder det, nemlig at kunne læse mennesker, som han udvider i sæson 4 ved at studere psykologi. 
Han boede sammen med sin aldrende mor og deres fire corgis indtil sæson 6. I episoden "Broken Bird", afslørede Ducky at hans mor var flyttet ud og havde Alzheimers sygdom. Nina Foch, skuespillerinden, der spillede Duckys mor døde den 5. december 2008. I episoden "Double Identity", blev det afsløret at Duckys mor var død. På hendes gravsten stod der 1912-2010.